# Trenton, Florida
Trenton este un oraș din Comitetul Gilchrist, Florida, Statele Unite. Populația era de 1.999 la recensământul din 2010, iar în 2018 se estimează a fi de 2.125. Este reședința de comitat Gilchrist.

## Personalități
- Easton Corbin, cântăreț de muzică country